# Трикорн де Маран
Трикорн де Маран (фр. Tricorne de Marans) — мягкий сыр, производимый во французском департаменте Приморская Шаранта. Изготавливается в основном из сырого молока овец, реже — козьего или коровьего молока. Может употребляться как свежим, так и выдержанным.
Название сыра связано с его формой: он отливается в деревянных треугольных формах (faisselles), напоминающих треугольную шляпу. Это гастрономическая особенность города Маран (регион Новая Аквитания).

## История
Упоминания о подобных сыра встречаются в документах XVII века под названиями «Trébêche», «Sableau» или «Trois-Cornes». Исторически этот сыр изготавливали в небольших фермерских хозяйствах, преимущественно для местного потребления. Со временем форма и техника производства сохранились почти без изменений, что позволило продукту оставаться частью регионального гастрономического наследия.

## Характеристика
Сыр имеет толщину около 3 см и вес 180—200 грамм. Форма — равнобедренный треугольник, покрытый коркой белого или светло-бежевого цвета. Содержание жира — от 45 до 50 % в сухом веществе.
В свежем виде трикорн де маран обладает мягким сливочно-молочным вкусом и часто подаётся с молодым свежим чесноком или зелёными травами. После выдержки (не менее трёх недель в погребе) вкус становится более насыщенным, с ореховыми и грибными нотами.